# Mostîska
Mostîska (în ucraineană Мостиська) este orașul raional de reședință al raionului Mostîska din regiunea Liov, Ucraina. În afara localității principale, nu cuprinde și alte sate.

## Demografie
Componența lingvistică a orașului Mostîska
     Ucraineană (80,55%)
     Polonă (18,01%)
     Rusă (1,35%)
     Alte limbi (0,04%)
Conform recensământului din 2001, majoritatea populației orașului Mostîska era vorbitoare de ucraineană (80,55%), existând în minoritate și vorbitori de polonă (18,01%) și rusă (1,35%).

## Personalități născute aici
- Jan Szczepanik (1872 - 1926), inginer chimist polonez.